# Лиутгард Люксембургска
Лиутгард Люксембургска (на латински: Liutgardis, на френски: Luitgarde, на немски: Liutgard, на нидерландски: Liutgard; * 953; † 14 май сл. 1005) от фамилията Вигерихиди, е графиня от Люксембург и чрез женитба графиня на Западна Фризия (Холандия), регент на Западна Фризия при малолетния Дитрих III през 988 – 1005 г.

## Живот
Дъщеря е на граф Зигфрид I от Люксембург († 998) и Хадвига от Нордгау († 993). Тя е сестра на императрица Кунигунда († 1033), омъжена от 1001 г. за Хайнрих II, от 1014 г. император на Свещената Римска империя.
Лиутгард се омъжва през 980 г. за Арнулф (955 – 993) от фамилията Герулфинги, граф на Западна Фризия и бургграф на Гент (988 – 993).
Тя е погребана в манастир Егмонд.

## Деца
- Дитрих III († 27 май 1039), граф на Холандия (993 – 1039)
- Зигфрид (Сицо) (* 985; † 5 юни 1030), фогт на Западна Фризия, женен за Тетбурга (985– )
- Алеида (Аделина) (* ок. 990; † ок.  1045), омъжена 1. за Балдуин II († 1033), граф на Булон и 2. за Енгуеранд I граф на Понтийо († 1045).